# Jerzy Jarnuszkiewicz

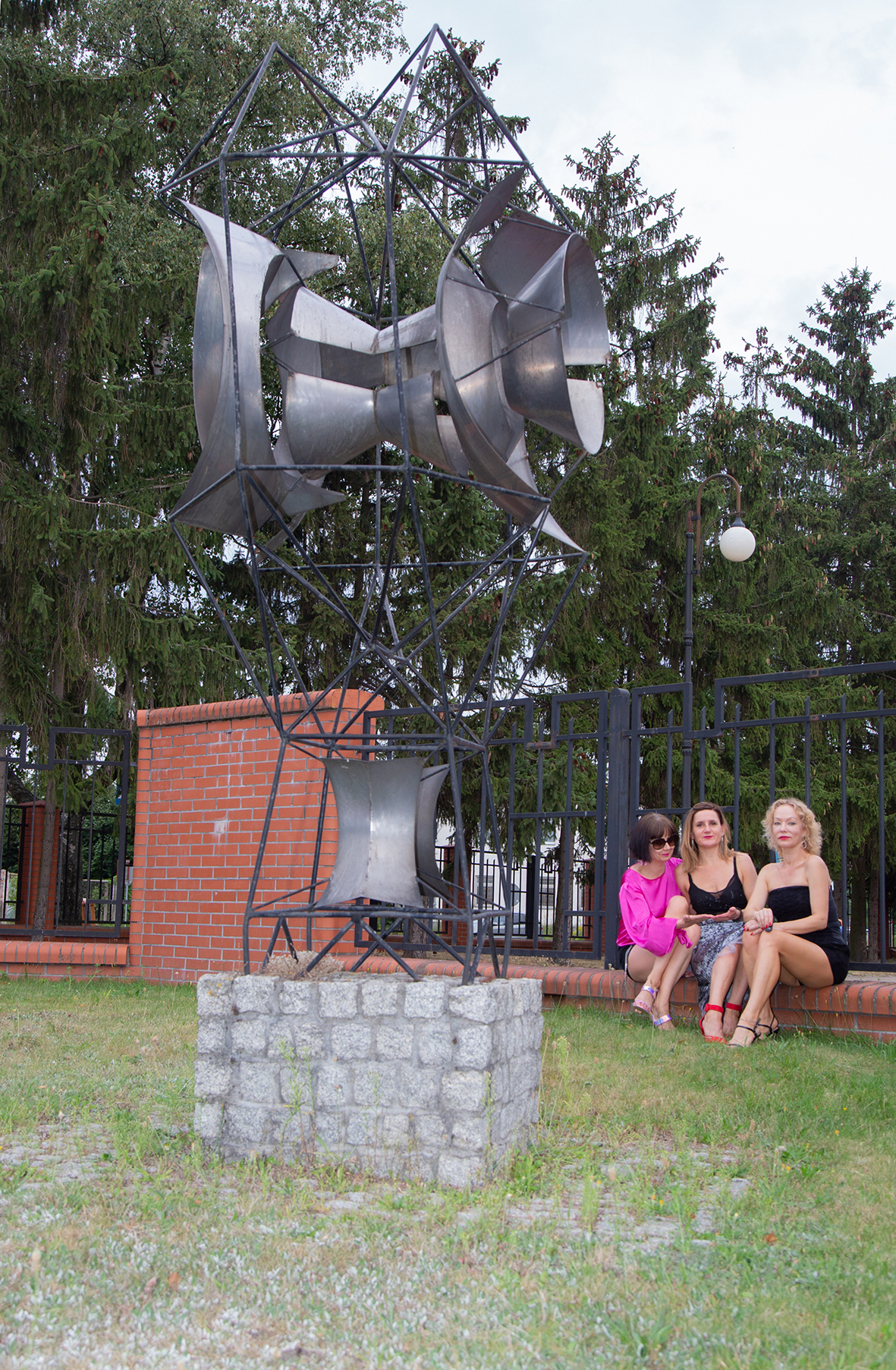
Forma powstała podczas II Biennale Form Przestrzennych w Elblągu, 1967 r.

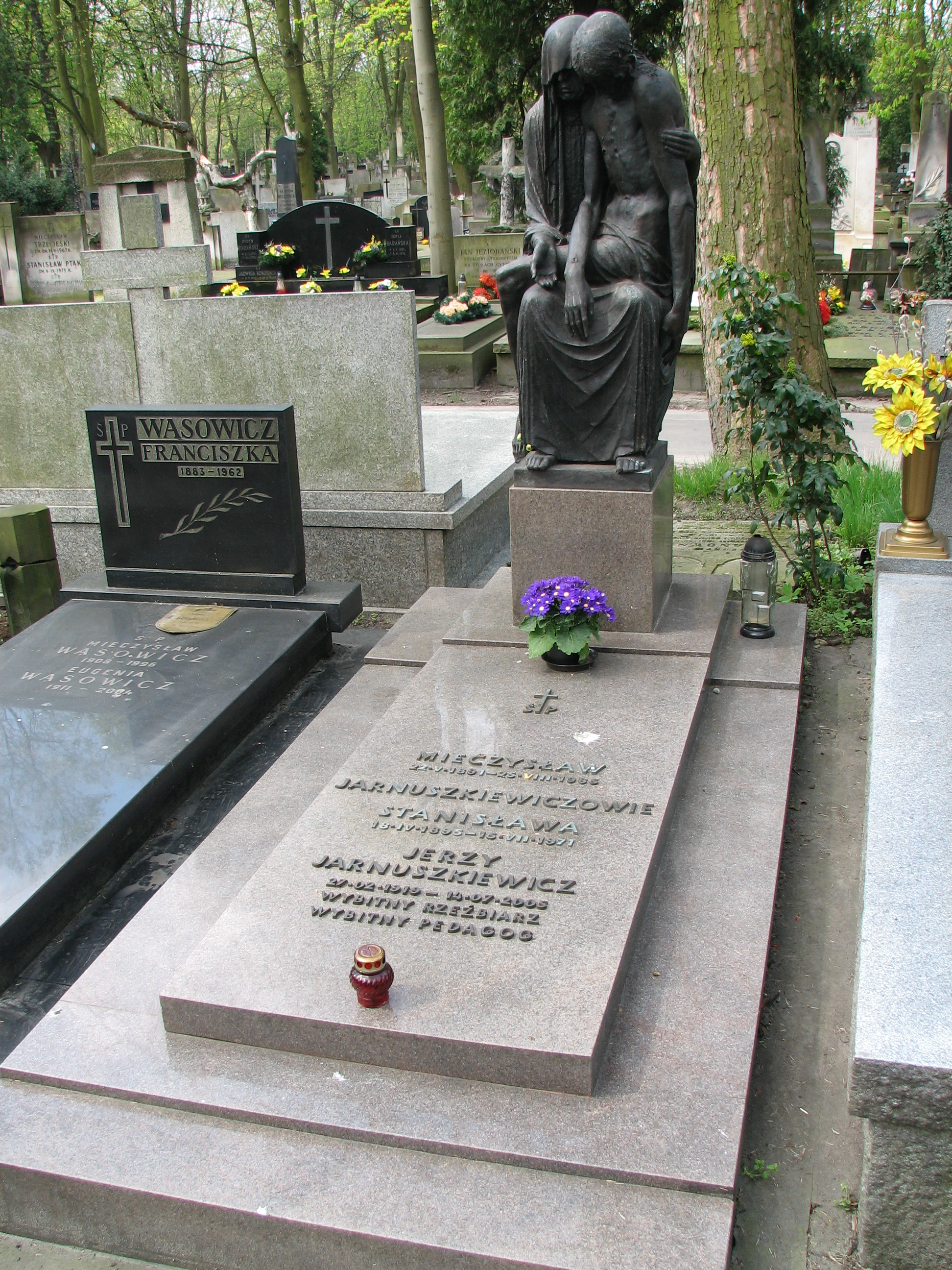
Grób Jarnuszkiewicza na cmentarzu Powązkowskim w Warszawie

Jerzy Mieczysław Jarnuszkiewicz (ur. 27 lutego 1919 w Kaliszu, zm. 14 lipca 2005 w Warszawie) – polski rzeźbiarz, autor m.in. pomnika Małego Powstańca w Warszawie (1983).

## Życiorys
Urodził się w rodzinie Mieczysława Jarnuszkiewicza (1891–1965) i Stanisławy z domu Spodenkiewicz (1895–1971). Studiował w Krakowie w latach 1936–1938 w Instytucie Sztuk Plastycznych pod kierunkiem Franciszka Kalfasa i Karola Homolacsa. W roku 1939 uzyskał dyplom w Miejskiej Szkole Sztuk Zdobniczych w Warszawie.
Podczas wojny należał do konspiracyjnego Koła Miłośników Grafiki i Ekslibrisu wraz z m.in. Stefanem Mrożewskim i Anielą Cukier.
W latach 1947–1950 studiował na Wydziale Rzeźby Akademii Sztuk Pięknych w Warszawie u Tadeusza Breyera i Franciszka Strynkiewicza. W 1950 otrzymał Państwową Nagrodę Artystyczną I stopnia (zespołową) w dziale plastyki za pomnik Bohaterów Armii Radzieckiej w Warszawie. Od 1950 do lat 80. (przez 35 lat) prowadził w warszawskiej ASP pracownię rzeźby. Profesor m.in.: Grzegorza Kowalskiego, Henryka Morela, Marka Kijewskiego, Krzysztofa M. Bednarskiego i Barbary Falender.
Jeszcze jako student zaprojektował rzeźbę „Dziecko – bohater”, która została wykorzystana w 1983 jako model pomnika Małego Powstańca. Pomnik odsłonięto uroczyście 1 października 1983 w trakcie obchodów 15-lecia nadania Chorągwi Warszawskiej ZHP imienia Bohaterów Warszawy. Figurę chłopca w za dużym hełmie, z przewieszonym przez ramię pistoletem maszynowym i w wielkich saperkach, ustawiono przy zewnętrznym murze obronnym na Podwalu. Autor zadedykował go warszawskim harcerzom.
Jego autorstwa jest również pochodząca z 1947 płaskorzeźba Plon znajdująca się na Saskiej Kępie w Warszawie. W roku 1949 wykonał dwie gipsowe płaskorzeźby (Razem w boju, Razem w odbudowie), zdobiące socrealistyczny tunel schodów ruchomych przy warszawskiej Trasie W-Z. Jest także autorem rzeźb chłopców na fontannie na rynku Mariensztackim oraz płaskorzeźby Przedszkolaki na elewacji przedszkola na Mariensztacie.
W latach 60. tworzył geometryczne ażurowe rzeźby z metalu o ogromnych rozmiarach, ustawiane w przestrzeni miejskiej. Były to rzeźby z zespawanych odpadków: haków, ostrzy, bagnetów, łańcuchów, części urządzeń, kompozycji abstrakcyjnych, m.in. „Okien”, „Rytmów”, „Żagli”. Nieliczne ocalały dłużej w kolekcji metalowych rzeźb ulicznych na warszawskiej Woli. W 1965 Jarnuszkiewicz uczestniczył w I Biennale Form Przestrzennych w Elblągu, gdzie przy współpracy z M. Cierniewskim, E. Koprykiem, E. Nowaczykiem, M. Sieradzkim stworzył rzeźbę zwaną „Kompozycją drogowskazową” lub „Witaczem”. Znajduje się przy ul. Rycerskiej w Elblągu. Ma wysokość 8 metrów. Forma została wyremontowana w 2006 roku. W 1967 w czasie II Biennale Form Przestrzennych w Elblągu stworzył kolejną rzeźbę, która stoi przy budynku Elbląskiej Uczelni Humanistyczno-Ekonomicznej.  
Był także twórcą tradycyjnych rzeźb. W 1960 w Kaliszu stanął pomnik Adama Asnyka jego autorstwa. Natomiast 30 maja 1983 odsłonięto w Lublinie na dziedzińcu KUL rzeźbę pomnikową Jana Pawła II i kardynała Stefana Wyszyńskiego. Jarnuszkiewicz jest także współautorem Międzynarodowego Pomnika Męczeństwa w Oświęcimiu-Brzezince, rzeźb w Elblągu, Ravnem (Słowenia). Zajmował się również medalierstwem i grafiką artystyczną. W 1969 otrzymał medal honorowy IV Międzynarodowego Biennale Ekslibrisu Współczesnego w Malborku.
Ważną, choć mniej znaną dziedziną twórczości pozostawało przez wszystkie lata medalierstwo. Był twórcą takich cykli medali jak „Ecce Homo”, „Poczet królów i orłów polskich”, „Wielcy Polacy”. Medal jego autorstwa uczcił pierwszą pielgrzymkę Jana Pawła II do Polski.
Był projektantem wielu monet okolicznościowych i kolekcjonerskich, w tym między innymi:
- 10 złotych 1965 Kolumna Zygmunta,
- 10 złotych 1966 Kolumna Zygmunta,
- 10 złotych 1969 25. rocznica PRL,
- 10 złotych 1970 Byliśmy-Jesteśmy-Będziemy,
- 10 złotych 1971 FAO

oraz pierwszej kolekcjonerskiej pięćdziesięciozłotówki z 1972 r., wybitej ponownie w 1974 r., z wizerunkiem Fryderyka Chopina. W katalogach monet próbnych jego nazwisko jako projektanta występuje przy 34 numizmatach. Jego projekty sygnowane były zazwyczaj monogramem „JJ.”.
Miał syna Marcina, który był scenografem, reżyserem, lalkarzem oraz pedagogiem.
Został pochowany na cmentarzu Powązkowskim (kwatera 85-5-15).

## Ordery i odznaczenia
- Krzyż Kawalerski Orderu Odrodzenia Polski
- Złoty Krzyż Zasługi
- Medal 10-lecia Polski Ludowej (19 stycznia 1955)[13]
- Odznaka tytułu honorowego „Zasłużony Nauczyciel PRL”

Źródło:.

## Upamiętnienie
W 2020 roku jego imieniem nazwano skwer na warszawskich Bielanach

## Galeria

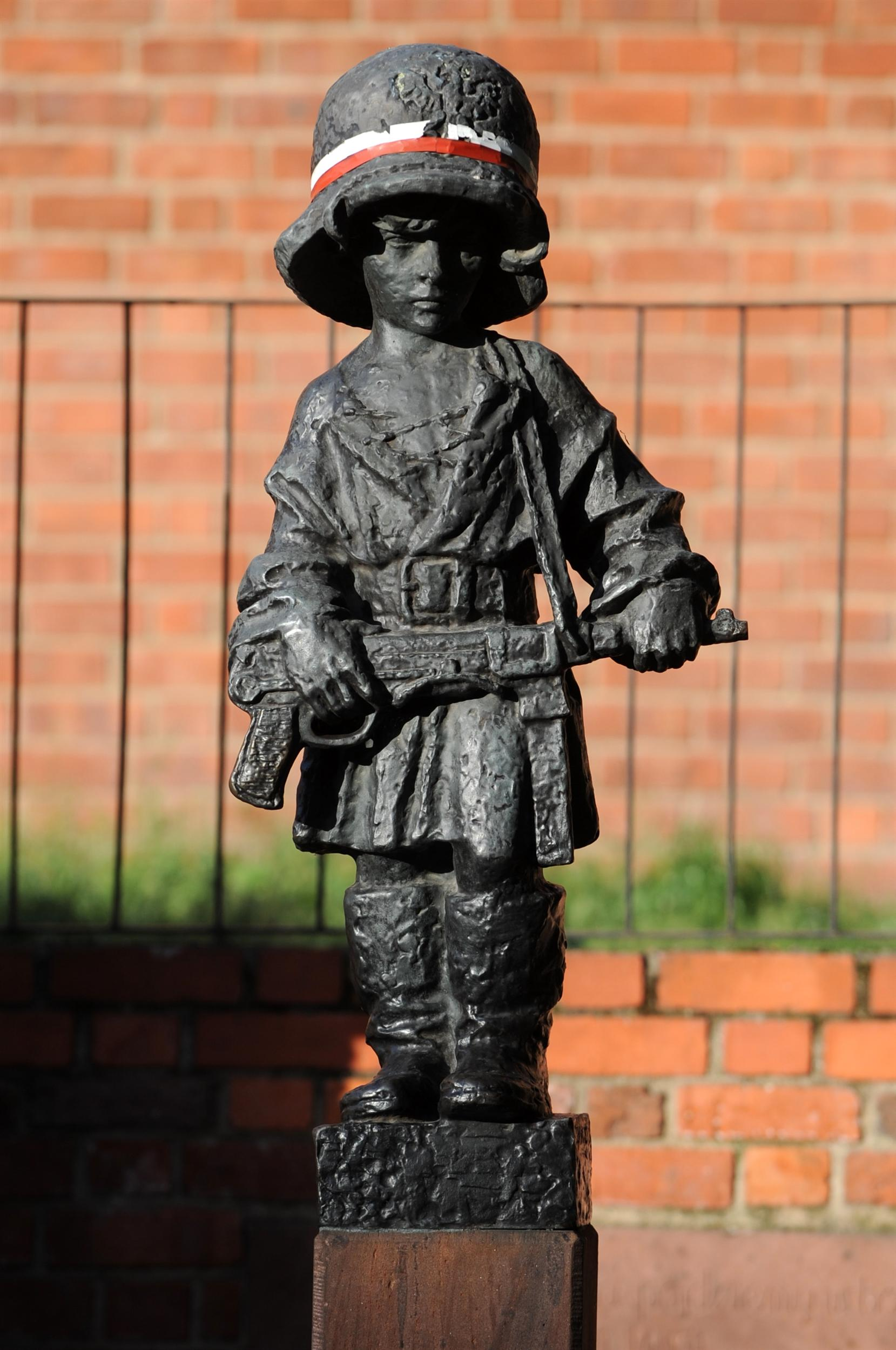
Pomnik Małego Powstańca (1946–1983)
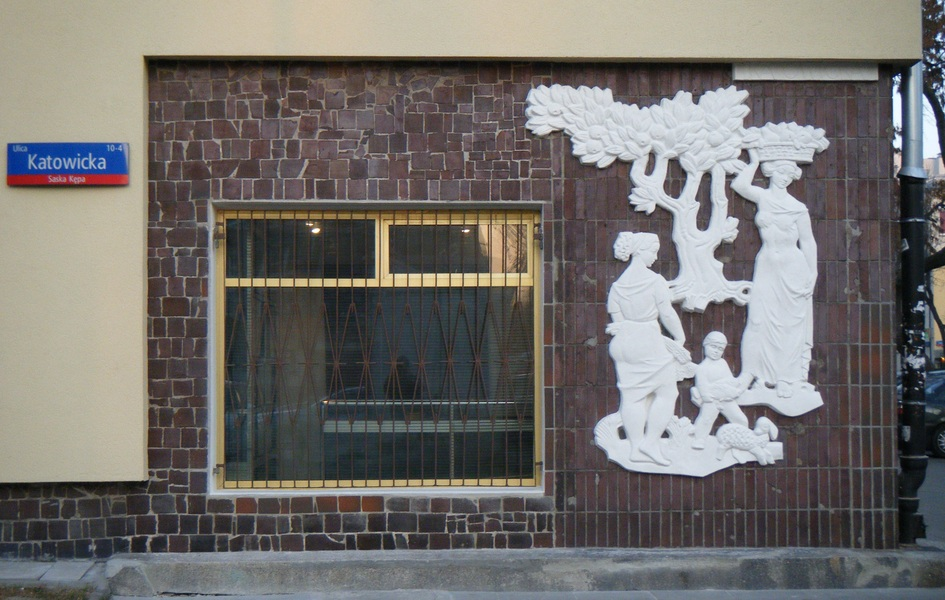
Płaskorzeźba „Plon” przy ulicy Katowickiej na Saskiej Kępie (1947)
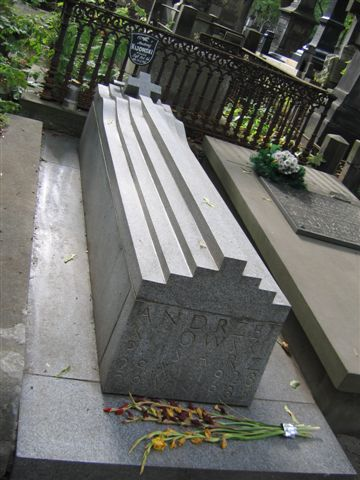
Grobowiec Andrzeja Kijowskiego (1985)
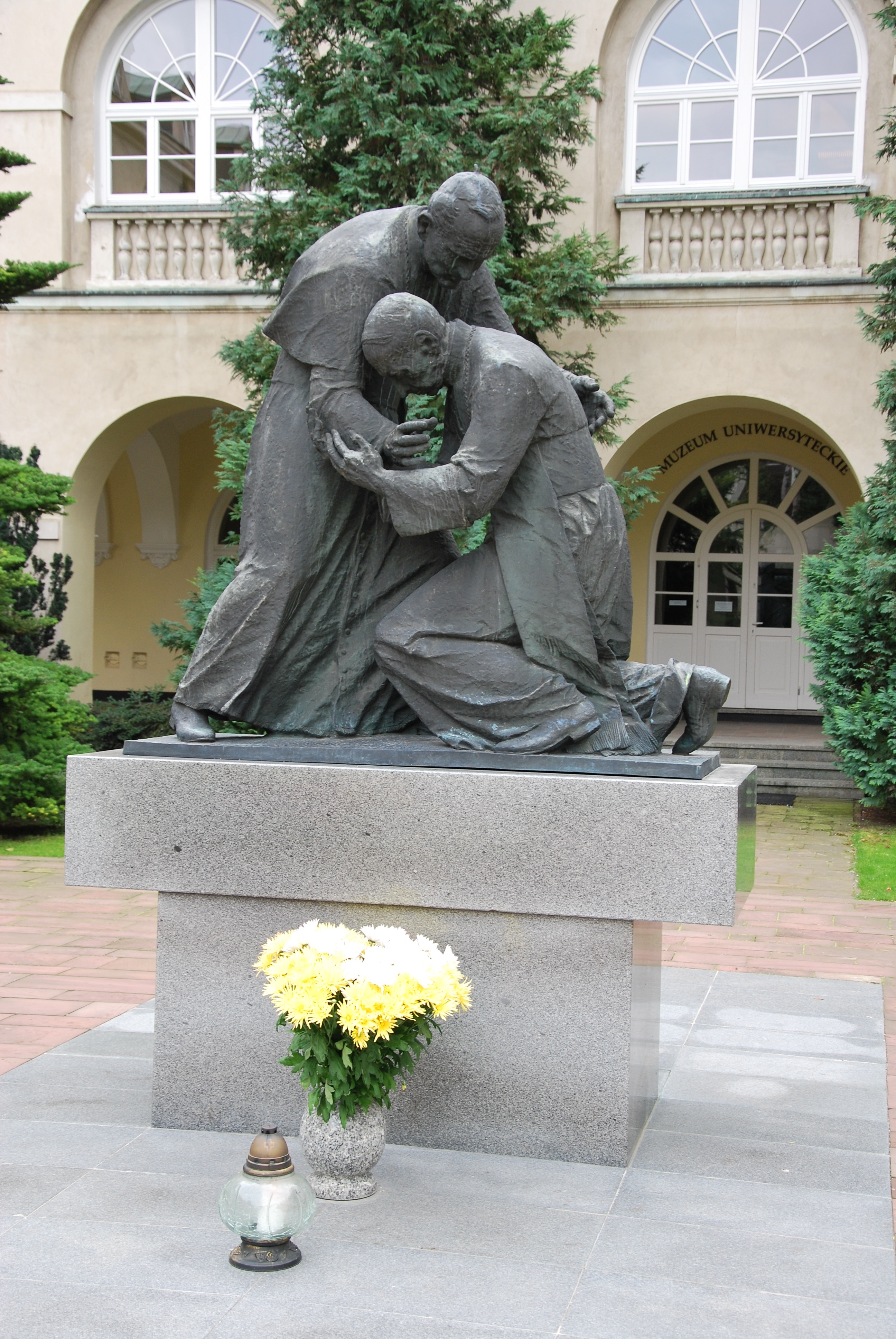
Pomnik Jana Pawła II i kardynała Stefana Wyszyńskiego na dziedzińcu KU